# Lîzunova Rudnea, Ripkî
Lîzunova Rudnea (în ucraineană Лизунова Рудня) este un sat în comuna Klubivka din raionul Ripkî, regiunea Cernihiv, Ucraina.

## Demografie
Componența lingvistică a localității Lîzunova Rudnea
     Ucraineană (100%)
Conform recensământului din 2001, toată populația localității Lîzunova Rudnea era vorbitoare de ucraineană (100%).